# Miseong-dong, Gunsan
Miseong-dong (koreanska: 미성동) är en stadsdel i staden Gunsan i provinsen Norra Jeolla i den sydvästra delen av Sydkorea, 180 km söder om huvudstaden Seoul.